# Medaille für hervorragende Leistungen in der Bewegung Messen der Meister von morgen

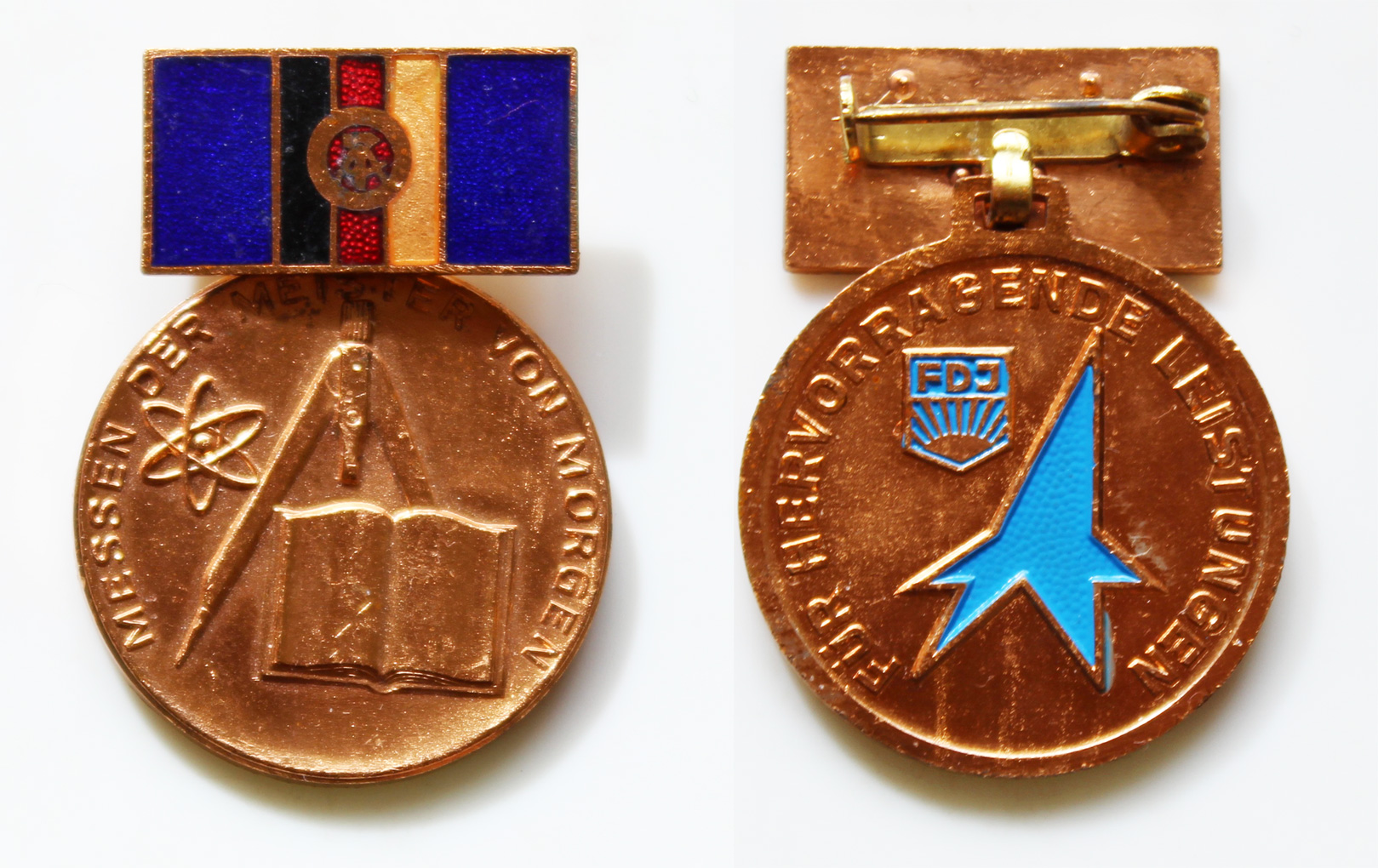
Medaille für hervorragende Leistungen in der Bewegung MMM (Version: 1969–1975)

Die Medaille für hervorragende Leistungen in der Bewegung Messen der Meister von morgen war eine staatliche Auszeichnung  der Deutschen Demokratischen Republik (DDR), welche von der FDJ  in Form einer tragbaren Medaille verliehen wurde.

## Geschichte
Die Medaille wurde am 14. April 1969 in einer Stufe gestiftet. Sie konnte verliehen werden für hervorragende schöpferische Leistungen Jugendlicher auf wissenschaftlich-technischem sowie ökonomischen Bereich. Die Verleihung konnte neben Einzelpersonen auch an Kollektive, von denen dann jeder diese Medaille erhielt, verliehen werden. Bis 1977 war die Verleihungshöchstzahl auf 150 Verleihungen beschränkt, ab 1978 stieg sie dann auf 285 Verleihungen.

## Aussehen und Tragweise
Die bronzene Medaille mit einem Durchmesser von 31,5 mm zeigt auf ihrem Avers einen erhaben links geprägtes aufgeschlagenes Buch, welches eines Zirkel verdeckt und rechts neben diesen ein Atommodell. Diese drei Symbole werden von der Umschrift: MESSEN DER MEISTER VON MORGEN umschlossen, welcher etwa drei Viertel des Kreisumfanges ausmacht. Das Revers der Medaille zeigt dagegen das mittig leicht links versetzte Emblem der Messe Meister von morgen sowie das links darüber linkende kleine Wappen der FDJ. Beide Symbole sind blau emailliert ausgelegt. Umschlossen wird das ganze wiederum mit der Umschrift: FÜR HERVORRAGENDE LEISTUNGEN, welches ebenfalls drei Viertel des Kreisumfanges ausmacht. Getragen wurde die Medaille an einer 25,5 × 13,5 mm blau emaillierten Spange, in dessen Mitte ein schwarz-rot-goldener senkrechter Mittelstreifen mit ebenfalls emailliertem Staatswappen der DDR zu sehen ist. Die Interimsspange war von gleicher Beschaffenheit.